# 典属国
典属国（てんぞっこく）は、中国の秦・前漢の官職。降伏した周辺異民族を掌る。
属官には九訳令がいた。
武帝の元狩3年（紀元前120年）に匈奴の昆邪王が降伏すると、属国を増設し、都尉、丞、候、千人の官を置いた。
成帝の河平元年（紀元前28年）に大鴻臚に統合され、典属国は廃止された。